# Gobovce
Gobovce (IPA: [ˈɡoːbɔu̯tsɛ]) è un insediamento (naselje) di 54 abitanti, della municipalità di Naklo nella regione statistica dell'Alta Carniola in Slovenia.